# جدجدية القدس
فصيلة ستينوبليماتيدي أو النطاطات ذات القرون الطويلة عديمة الأجنحة (الاسم العلمي: Stenopelmatidae)، فصيلة حشرات من رتبة مستقيمات الأجنحة. هي حشرات كبيرة القد لا تطير تشبه جداجد (فصيلة جداجد حقيقية) أغلب أنواعها توجد في العالم الجديد (خاصةً جنس جدجد القدس) ، لكن جنسا Oryctopus و Sia هما مجموعتان من العالم القديم، وكل منهما يوضع في فُصيلة.